# Edna Marion
Edna Marion Hannam conocida artísticamente como Edna Marion y Edna Marian, (Chicago, 12 de diciembre de 1906– 2 de diciembre de 1957) fue una actriz cinematográfica estadounidense del cine mudo que actuó en numerosos cortos cómicos de Hal Roach.

## Biografía
Nació en Chicago, Illinois. Marion interpretó papeles secundarios cómicos en más de 50 películas. Empezó su carrera en los años veinte, trabajando en el film de Edward Ludwig Broadway Beauties, tras lo cual hizo varias actuaciones en producciones de Francis Corby. En los últimos años veinte trabajó mucho para los estudios de Hal Roach, al lado de los comediantes Charley Chase, Laurel y Hardy, y otros.

## Filmografía seleccionada
- Marriage Rows (1931)
- Should Married Men Go Home? (1928)
- From Soup to Nuts (1928)
- Flying Elephants (1928)
- Now I'll Tell One (1927)
- Sugar Daddies (1927)
- The Mad Racer (1926)